# Ad salutem humani
Die Enzyklika Ad salutem humani verfasste Papst Pius XI. am 20. April 1930 „Anlässlich des 1500. Todestags des Heiligen Augustinus von Hippo“. Augustinus war Bischof von Hippo (heute Annaba), Philosoph und einer der vier lateinischen Kirchenväter.

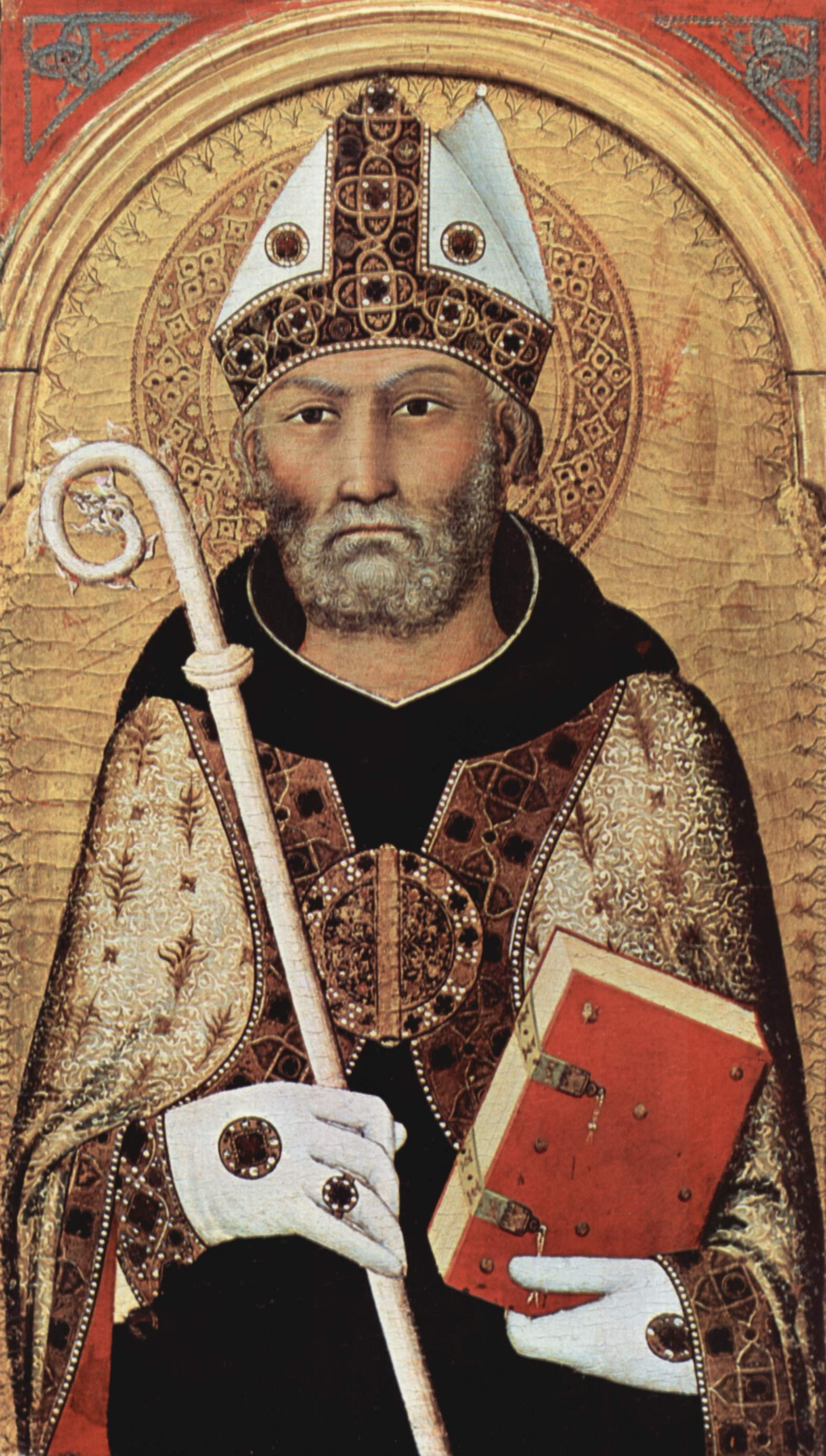
Augustinus von Hippo (Simone Martini)

Pius XI. schreibt über den Heiligen: Augustinus ist im Leben der Kirche, im Geist und in der Kultur des ganzen Abendlandes gegenwärtig geblieben. Die Beispielhaftigkeit seiner Lebensführung und die Dokumente seiner Lehre wurden dann auch von Päpsten zum Studium und zur Nachahmung vorgeschlagen. Papst Leo XIII. hatte in seiner Enzyklika Aeterni Patris (1879) seine philosophischen Lehren gepriesen und Papst Benedikt XV. ging in der Enzyklika Pacem, Dei munus pulcherrimum (1920) ebenfalls auf die geistige Schaffenskraft ein.
Papst Pius XI. hat in dieser Enzyklika die Tugenden und das Denken des Augustinus von Hippo in zusammenfassender Form gewürdigt. Er erklärte, dass aufgrund seines Scharfsinnes und seiner Geistesgaben, seiner Lehre, seines heiligmäßigen Lebens und der Verteidigung des wahren katholischen Glaubens niemand, oder sicher nur sehr wenige, mit ihm verglichen werden können. Auch in der Enzyklika Divini illius magistri (1929) „Über die christliche Erziehung der Jugend“ hatte Pius XI. auf Augustinus Bezug genommen.